# Дідок Грасліна
Дідок Грасліна (Gomphus graslinii) — вид бабок з родини дідки (Gomphidae).

## Опис
Дорослі особини зазвичай мають довжину від 4 до 7 см. У них широко розставлені очі. Вид характеризується широкими чорними лініями в передніх і плечових ділянках грудей, його ноги в основному чорні, за винятком колін, які жовті, і стегнових члеників, які мають жовті смуги.
У самців церкоїди відрізняються сильним бічним зубом, тоді як самиці відрізняються виїмчастою пластинкою вульви, яка становить третину розміру сегмента S9.

## Поширення
Ендемік південного заходу Європи. Поширений у Франції, Іспанії та Португалії. Переважним місцем проживання цього виду є струмки з повільною течією.

## Охорона
Gomphus graslinii охороняється в Європі і занесений до Додатку ІІ Бернської конвенції (охоронна категорія: вид підлягає особливій охороні).